# Ladislav Ballek
Ladislav Ballek (* 2. April 1941 in Terin, Slowakei; † 15. April 2014 in Pressburg) war ein slowakischer Schriftsteller, Politiker und Diplomat.

## Leben
Seine Kindheit verbrachte Ballek in der südlichen Slowakei. Er studierte dann Slowakistik, Geschichte und Kunsterziehung an der Pädagogischen Fakultät im slowakischen Neusohl (Banská Bystrica) und arbeitete dann als Lehrer in der Gegend von Arwa. Es folgte ab 1966 eine Tätigkeit als Redakteur im Slowakischen Rundfunk in Neusohl und bei der Zeitschrift Smer. Er wurde 1972 Verlagslektor beim Pressburger Verlag Slovenský spisovateľ und gab slowakische Prosa heraus. Von 1977 bis 1980 war er Leiter der literarischen Abteilung des Kultusministeriums der Slowakischen Republik in Pressburg. Anschließend wurde er stellvertretender Direktor des Slowakischen literarischen Fonds. Er betätigte sich als Schriftsteller und veröffentlichte Erzählungen, Novellen und Romane. 1984 wurde er leitender Sekretär des Verbandes slowakischer Schriftsteller. Dieses Amt hatte er bis zur Auflösung des Verbandes 1989 inne.
Nach der Samtenen Revolution des Jahres 1989 engagierte Ballek sich politisch und zog für die linksgerichtete Strana demokratickej ľavice (SDĽ) in den slowakischen Nationalrat ein. Zugleich lehrte er an mehreren Hochschulen. 1998 kandidierte er für das Amt des Präsidenten der Slowakei, erreichte jedoch nicht die nötige Mehrheit im Nationalrat.
Von 2001 bis 2008 war er in Prag Slowakischer Botschafter in Tschechien. Er war Präsident der Ladislav-Novomeský-Stiftung.

## Auszeichnungen
1980 erhielt er den Slowakischen Nationalpreis und wurde 1982 als Verdienter Künstler ausgezeichnet.

## Werke (Auswahl)
- Útek na zelenú lúku, Novelle, 1967
- Púť červená ako ľalia, Erzählung, 1969
- Biely vrabec, 1970
- Južná pošta, Erzählungen, 1974 (deutsch: Die Südpost, 1979)
- Pomocník, Roman, 1977 (deutsch: Der Geselle, 1985)
- Agáty, Roman, 1981 (deutsch: Akazien, 1986)
- Kraj za vinicami, 1983
- Lesné divadlo, Roman, 1987
- Čudný spáč, Roman, 1990
- Trinásty mesiac, Roman, 1995
- Letiace roky, Essay, 1998
- Zlatý stôl, Essay, 2000
- Trojou a vŕškom pamäti, 2013

Seine Werke Der Geselle und Die Südpost wurden 1981 bzw. 1988 verfilmt.
Einige Werke wurden ins Bulgarische, Deutsche, Estnische, Russische, Tschechische, Ukrainische und Ungarische übersetzt. 